# Крупна риба
Крупна риба (енгл. Big Fish) је амерички филм из 2003. режисера Тима Бертона снимљен по истоименом роману Данијела Воласа. Главне улоге тумаче Јуан Макгрегор, Алберт Фини, Били Крудап, Џесика Ланг и Марион Котијар.
Радња прати некадашњег путујућег трговца Едварда Блума који на самрти покушава да поправи однос са својим отуђеним сином и прича му о фантастичним авантурама које је доживео током младости. Тема измирење између оца и сина имала је велики значај за Бертона, чији је отац преминуо 2000. године, а мајка 2002, месец дана пре него што је пристао да режира овај пројекат.
Филм је наишао на позитиван пријем код критичара и био је номинован за бројне награде укључујући Оскара, Бафту и Златни глобус.

## Улоге
| Глумац              | Улога               |
| ------------------- | ------------------- |
| Алберт Фини         | старији Едвард Блум |
| Јуан Макгрегор      | млади Едвард Блум   |
| Џесика Ланг         | старија Сандра      |
| Алисон Ломан        | млада Сандра        |
| Били Крудап         | Вил Блум            |
| Марион Котијар      | Џозефина Блум       |
| Хелена Бонам Картер | Џенифер Хил/Вештица |
| Роберт Гијом        | др Бенет            |
| Метју Макгрори      | Карл                |
| Дени Девито         | Ејмос Каловеј       |
| Стив Бусеми         | Нортер Винслоу      |